# Valeur type
La valeur type est une estimation de la réduction représentative des émissions de gaz à effet de serre qui est associée à une filière donnée de production de biocarburants ; la valeur par défaut étant une valeur établie à partir d'une valeur type compte tenu de facteurs préétablis, et pouvant être utilisée à la place de la valeur réelle 
.
La valeur réelle comprend la réduction des émissions de gaz à effet de serre pour certaines ou pour toutes les étapes du processus de production de biocarburants et bioliquides.